# حارة البهمة (صنعاء)
حارة البهمة هي إحدى حارات حي التحرير بمديرية التحرير إحد مديريات العاصمة اليمنية صنعاء، بلغ تعداد سكانها 665 نسمة حسب تعداد اليمن لعام 2004.